# 尤利安·克诺夫莱
尤利安·克诺夫莱（德語：Julian Knowle，1974年4月29日—），出生于劳特阿赫，奥地利男子职业网球运动员，他于1992年转为职业球手，曾获得2007年美国网球公开赛男子双打冠军。

## 外部連結
- 尤利安·克诺夫莱（英文/西班牙文）的官方資料
- 尤利安·克诺夫莱的國際網球總會 職業／青少年 官方資料（英文）
- 尤利安·克诺夫莱的官方資料（英文）